# Старомакарово
Старомака́рово (рос. Старомакарово, башк. Иҫке Маҡар) — присілок у складі Аургазинського району Башкортостану, Росія. Входить до складу Меселинської сільської ради.
Населення — 172 особи (2010; 203 в 2002).
Національний склад:
- мордва — 83%